# Baszszar al-Asad

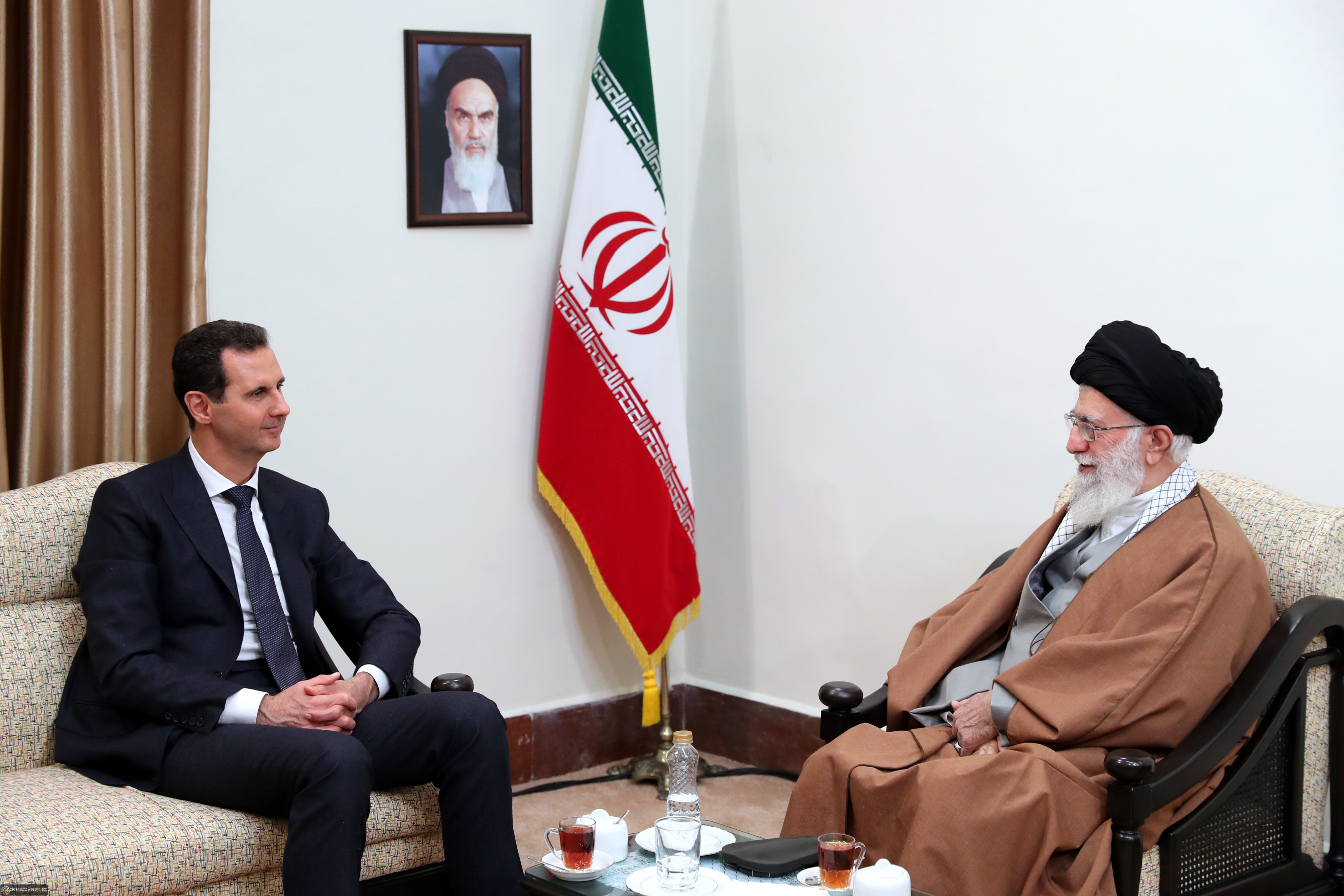
Baszszar al-Asad z Najwyższym przywódcą Iranu Ali Chameneinim (2019)

Baszszar Hafiz al-Asad, arab. بشار حافظ الأسد, Baššār Ḥāfiẓ al-ʾAsad (ur. 11 września 1965 w Damaszku) – syryjski lekarz, polityk i wojskowy, w latach 2000–2024 prezydent Syrii i przywódca Partii Baas sprawujący władzę dyktatorską. 
Syn Hafiza al-Asada, będącego prezydentem Syrii w latach 1971–2000. 8 grudnia 2024 roku doszło do obalenia jego reżimu w wyniku wojny domowej, która była pokłosiem arabskiej wiosny z 2011 roku.

## Życiorys

### Młodość i wykształcenie
W 1988 roku ukończył studia na Wydziale Medycyny Uniwersytetu Damasceńskiego. Po otrzymaniu dyplomu ukończenia studiów w stopniu doktora rozpoczął pracę w armii. Podyplomową praktykę odbył w szpitalu wojskowym w Tischrin.  Cztery lata później przeniósł się na studia podyplomowe w Londynie (Western Eye Hospital) ze specjalizacją okulistyczną. W 1994 roku w wypadku samochodowym zginął jego starszy brat Basil, mający być następcą ojca jako prezydent Syrii. W związku ze śmiercią brata Baszszar został zmuszony do powrotu i wstąpienia do akademii wojskowej. Od 1998 roku nadzorował politykę Syrii w Libanie w czasie trwania okupacji. Po śmierci ojca 10 czerwca 2000 został wybrany na prezydenta Syrii. W grudniu tego samego roku wziął ślub z Asmą Achras. W 2007 został ponownie wybrany na prezydenta.

### Prezydentura
Po śmierci ojca Hafiza al-Asada w 2000 roku Baszszar został przywódcą Partii Baas i armii. Wybrany na prezydenta w wyniku przeprowadzonego referendum (był jedynym kandydatem) otrzymał wg oficjalnych danych 99,7% głosów przy frekwencji 94,6%. W związku z wyborem na prezydenta Madżlis asz-Szab (parlament syryjski) obniżył minimalny wiek dla kandydata na prezydenta z 40 na 34 lata (wiek Asada, kiedy został wybrany), po wyborze Asad otrzymał także stopień generała. 27 maja 2007 roku Baszszar został ponownie wybrany jako prezydent na kolejną kadencję siedmiu lat, z oficjalnym wynikiem 97,6% głosów w referendum (brak innego kandydata).
W swojej polityce wewnętrznej znany był z lekceważenia praw człowieka, częstych zaburzeń gospodarczych spowodowanych nakładanymi sankcjami i wszechobecnej korupcji. Po wyborze na prezydenta miał przyjąć bardziej liberalne podejście niż jego ojciec. W jednym z wywiadów stwierdził, że widzi demokrację w Syrii jako „narzędzie dla lepszego jutra”.
W swojej polityce zagranicznej al-Asad był zdeklarowanym krytykiem Stanów Zjednoczonych i Izraela. Prowadzi politykę zbliżenia z Rosją, podjął też decyzję o wycofaniu wojsk z Libanu po 29-letniej okupacji tego kraju.
W czasie wojny domowej w Syrii zdecydował o tłumieniu protestów skierowanych przeciw niemu, co spowodowało eskalację konfliktu i w efekcie śmierć tysięcy osób oraz olbrzymie straty materialne. Oskarżany był o wydawanie rozkazów dokonywania zbrodni przeciwko ludzkości.
W pierwszych wielopartyjnych wyborach prezydenckich, które zostały przeprowadzone 3 czerwca 2014, odniósł zwycięstwo uzyskując 88,7% głosów przy 73-procentowej frekwencji. Tym samym prezydent zapewnił sobie trzecią, 7-letnią kadencję na stanowisku. W wyborach prezydenckich, które odbyły się 27 maja 2021 ponownie uzyskał reelekcję, uzyskując 95,1% głosów.
Rządy al-Asada zostały obalone w wyniku ofensywy sił opozycyjnych, która rozpoczęła się pod koniec listopada 2024. 8 grudnia 2024 roku al-Asad opuścił stolicę, która tego samego dnia została zajęta przez rebeliantów. Według Ministerstwa Spraw Zagranicznych Federacji Rosyjskiej al-Asad opuścił Syrię, wydając wcześniej rozkazy pokojowego przekazania władzy rebeliantom. Agencja prasowa Reuters poinformowała, że miał zginąć w katastrofie lotniczej podczas ucieczki, informacja została jednak później usunięta. Tego samego dnia agencja prasowa TASS przekazała, że wraz z rodziną przebywa w Moskwie, gdzie udzielono mu azylu.

### Stosunki z innymi przywódcami
Z pierwszą oficjalną wizytą jako głowa państwa Baszszar al-Asad udał się do Francji na spotkanie z ówczesnym prezydentem Jacques’em Chiracem. W 2003 roku Asad był przeciwny inwazji na Irak, mimo wieloletniej wrogości pomiędzy tymi państwami. W celu zapobiegnięcia inwazji próbował wykorzystać swoje czasowe miejsce w Radzie Bezpieczeństwa ONZ, aby zablokować rezolucję w tej sprawie. Po inwazji został oskarżony przez Amerykanów o wspieranie rebelii szyitów w Iraku. Jeden z amerykańskich generałów oskarżył go o zapewnienie finansowania, logistyki i szkolenia irackich i zagranicznych fundamentalistów szyickich do ataków przeciwko wojskom USA.
Kiedy w lutym 2005 roku w wyniku zamachu bombowego w Bejrucie zginął były premier Libanu Rafik al-Hariri, o udział w zamachu oskarżono Syrię. Wydarzenie to spowodowało kryzys w stosunkach ze Stanami Zjednoczonymi. Asad był także krytykowany za obecność Syrii w Libanie, którą ostatecznie zakończył w 2005 roku; dzięki temu Stany Zjednoczone zniosły część sankcji nałożonych na Syrię za wkroczenie do tego państwa. Na pogrzebie papieża Jana Pawła II w 2005 roku Asad uścisnął dłoń izraelskiego prezydenta Moszego Kacawa.

## Życie prywatne
Podobnie jak większość klasy rządzącej w baasistowskiej Syrii Asad jest alawitą. Mówi płynnie po angielsku, zna także język francuski w stopniu komunikatywnym. Jego żona Asma al-Asad jest Brytyjką syryjskiego pochodzenia. Ma troje dzieci: Hafiza (imię nadane po dziadku), Zajn i Karima.

## Odznaczenia

### Syryjskie
- Order Umajjadów (ex officio, 2000)

### Zagraniczne
- Krzyż Wielki Orderu Narodowego Legii Honorowej (Francja, 2001[22], zwrócony w 2018 po wszczęciu procedury odebrania orderu przez władze francuskie[23][24])
- Order Księcia Jarosława Mądrego I klasy (Ukraina, 2002[25], odebrany w 2023 ukazem Prezydenta Ukrainy[26])
- Order Zayeda (Zjednoczone Emiraty Arabskie, 2008)[27]
- Łańcuch Krzyża Wielkiego Orderu Białej Róży Finlandii (Finlandia, 2009)[28][29]
- Order Króla Abd al-Aziza Klasy Specjalnej (Arabia Saudyjska, 2009)[30]
- Kawaler Krzyża Wielkiego Udekorowany Wielką Wstęgą Orderu Zasługi Republiki Włoskiej (Włochy, 2010, odebrany w 2012 dekretem Prezydenta Włoch[31])
- Wielka Wstęga Orderu Oswobodziciela (Wenezuela, 2010)[32]
- Wielki Łańcuch Orderu Krzyża Południa (Brazylia, 2010)[33]
- Wielka Wstęga Orderu Narodowego Cedru (Liban, 2010)[34]
- Order Islamskiej Republiki Iranu I klasy (Iran, 2010)[35]

### Niepaństwowe
- Krzyż Wielki Orderu Franciszka I (order domowy dynastii Burbonów Sycylijskich, 2004)[36]
- Złoty Medal Zasługi Świętego Konstantyńskiego Orderu Wojskowego Świętego Jerzego (order domowy dynastii Burbonów Sycylijskich, 2004)[36]
- Order Uatsamonga I klasy (Osetia Południowa, 2018)[37]
- Order Honoru i Chwały I klasy (Abchazja, 2018)[38]